# Попов, Кирилл Николаевич
Попо́в Кири́лл Никола́евич (ок. 1833, Алатырь — 8 ноября 1893, Москва) — московский и алатырский купец первой гильдии, промышленник.

## Биография
В 1863 году в городе Алатыре основал водочный завод. Развивали судоходство на Суре. В 1874 году построил первую крупную коммерческую паровую мельницу в крае. На мельнице было занято 62 рабочих.
Торгово-промышленное товарищество «Попов и К» 1910-1913 гг. становится крупнейшим предприятием.
Торговый дом Попова вел весьма обширную торговлю бакалейными и колониальными товарами, владел лесопильным заводом.
Кирилл Николаевич Попов умер 8 ноября 1893 г. Похоронен в Алатыре.